# 前田美波里
前田 美波里（、1948年〈昭和23年〉8月8日 - ）は、日本の女優。神奈川県鎌倉市出身。オスカープロモーション所属。
父親がアメリカ人で、母親が日本人。母方の祖母は作家の芹沢光治良の妹。また新聞記者時代にボーン国際記者賞を受賞した中日新聞社相談役で、プロ野球中日ドラゴンズのオーナー兼球団社長だった小山武夫（旧姓芹沢）も兄弟姉妹。この祖母たちは12人兄弟姉妹で芹沢光治良は次男、小山（芹沢）武夫は五男である。遠縁に冨士眞奈美がいる。また岸惠子も遠縁にあたる。

## 来歴・人物
アメリカ人の父親と日本人の母親との間に生まれた。働きに出ていた母親に代わり、鎌倉に住む祖父母の元で礼儀や作法、しつけなど厳しく育てられ、小学校は、三井財閥の令嬢のために作られたと言われる聖ミカエル学園に通った。小学4年生の時、友達の影響でクラシックバレエに憧れ、鎌倉のエリアナ・パヴロワの弟子・野口力子の下でバレエを習い始める。そして、将来バレリーナになるためには鎌倉にいるよりも東京で勉強した方がいいのではないかと考え、高校に入るタイミングで上京。高校生の時に芸能プロダクションに所属し、「堀内完ユニークバレエ団」に通った。
1963年、文化学院在学中に芸術座のミュージカル『ノー・ストリング』のPRを兼ねて東宝が募集した"ミス・ノー・ストリング"に優勝し、東宝現代劇に8期生として入団。同期には中山麻理がいる。翌年の1964年にミュージカル『ノー・ストリングス』で初舞台を踏んだ。
1966年、18歳の時に資生堂のサマー化粧品「太陽に愛されよう」キャンペーンガールとして起用され、人気を博した。その際のハワイでのロケがきっかけで知り合ったマイク眞木と1968年に20歳で結婚。思わぬ勢いで名前が売れてしまったことへの戸惑いや、水着写真ばかりを求められることに嫌気がさしていたこともあり、一時仕事を辞めてアメリカで旅をしながら1年半を過ごした。
1971年10月から1972年3月までNHK総合テレビの音楽番組『ステージ101』でMCを夫のマイク眞木と共に務めるなどしたものの、ミュージカルがそのころの日本ではあまり定着していなかったため、一番やりたかった踊る仕事ができなかった。観客からアプローズ（喝采）を受けることが無い生活に耐えきれず葛藤した末、舞台を中心に活動を再開することを決意。1976年にマイク眞木との離婚が成立した。
29歳で芸能界に復帰するが、ミュージカル関係の仕事はやはりゼロだった。それなら自分から行くしかないと考えて他の仕事を全て断り、劇団四季の『コーラスライン』のオーディションにすべてを賭けて挑むも落選。しかしそれでも諦めきれず頼み込んで稽古を3か月続けたところ、演出家の浅利慶太に呼び出され、開始10〜15分でいなくなる役でもやる気があるかを問われ、「やります！」と即答した。そして父母が離婚して辛い日々のなかバレエが支えだったという、自身と境遇が似た女の子の役を射止めた。この時の経験や舞台の基礎的な部分の習得は宝物であり、人生観を大きく変えたという。
2008年4月、ニュージーランド政府観光局の初代オピニオンリーダーに就任。
2008年10月21日からは41年振りに資生堂のCMに出演している。
2013年4月から『スポーツニッポン』紙上で「我が道」を連載。
劇団四季、東宝をはじめとしたさまざまな舞台やテレビドラマやCMなど各方面で活躍中である。
2024年、長年の功績が評価され、第49回菊田一夫演劇賞特別賞を受賞。

## エピソード
- 「美波里」は本名。生まれたばかりの時は父の妹にそっくりだったので、父方の祖母が「Beverly（ビバリー）」というその叔母の名前を付けるよう依頼してきたので、当て字で鎌倉の祖父が「美波里」と名付けた[18]。
- 48歳の時、突然ステップシスター（義妹）から連絡があり、渡米して45年ぶりに父と再会。父は、映画『怪獣島の決戦 ゴジラの息子』を見て自分の娘と気が付く。当時、父はがんで、義妹が最後に娘に会わせたいと思い連絡。その数年後に父は亡くなった[19]。

## 受賞歴
- 2009年2月 - ジーンズフィフティ大賞特別賞[9]
- 2009年3月 - 第30回松尾芸能賞優秀賞[9]
- 2024年5月 - 第49回菊田一夫演劇賞特別賞[17][10]

## 出演

### 映画
- 他人の顔（1966年7月16日公開、東宝）監督:勅使河原宏 - ウェイトレス 役[20]
- 若大将シリーズ（東宝）[21]
  - レッツゴー!若大将（1967年1月1日公開）監督:岩内克己 - 悦子 役
  - 南太平洋の若大将（1967年7月1日公開）監督:古沢憲吾 - 有田由美子 役[22]
- 怪獣島の決戦 ゴジラの息子（1967年12月16日公開、東宝）監督:福田純 - サエコ（ゾルゲル島の娘） 役[出典 6]
- 銀座100年（1967年、資生堂＝宣映）一般未公開（PR映画）監督:富沢幸男 - 特別出演
- 100発100中 黄金の眼（1968年3月16日公開、東宝）監督:福田純・都築雅人 - ルビー 役[24]
- 喜劇 駅前火山（1968年5月25日公開、東宝）監督:山田達雄 - 大木ひばり 役[25]
- 街に泉があった（1968年10月12日公開、東宝）監督:浅野正雄 - 相沢真理 役[26]
- マクダルのカンフーようちえん（英語版）（2012年8月11日公開、マジックアワー、香港映画） - ミセス・マク役（声の出演）※アニメ映画[27]
- 劇場版 ATARU THE FIRST LOVE & THE LAST KILL（2013年9月14日公開、東宝）監督:木村ひさし - アリーニ・マツバラ 役[28]
- TAP THE LAST SHOW（2017年6月17日公開、東映）監督:水谷豊 - 松原貞代 役[29]
- Endless SHOCK（2021年2月1日公開、東宝映像事業部）監督:堂本光一 - オーナー 役[30][31]
- 傲慢と善良（2024年9月27日公開、アスミック・エース）監督：萩原健太郎 - 小野里 役[32]

### テレビドラマ
- 水銀の涙（1965年3月23日、NHK・ミュージカル）- アリス・ケリー 役
- 恋人たち 第2回 ウルグアイへ行く花嫁（1966年10月13日、NET・リコー三愛アワー）
- 新婚さん 第1回 お一人さんお付きイ！（1966年11月5日、TBS）
- 平四郎危機一発 第24話「邪魔者は消せ!!」（1968年3月16日、TBS）
- ナショナル・ゴールデン・スペシャル・シリーズ 第１回 パパの青春（1968年4月22日、TBS・ナショナル劇場）
- 37階の男 第1話 甘い触手（1968年7月28日、日本テレビ）- ナミ 役
- コードナンバー108 7人のリブ（1976年10月5日 - 12月28日、関西テレビ） - 芹沢マリ（ジプシー・マリ） 役
- 事件(秘)お料理法（1977年1月4日 - 3月29日、関西テレビ） - 氷川ローラ（料理研究家の有閑マダム） 役
- 愛の二章 水の女（1978年8月27日、NHK・ドラマ人間模様）
- 怪僧ラスプーチン物語（1979年2月18日、TBS）※ミニ・ミュージカル
- 土曜ワイド劇場（テレビ朝日）
  - 「幻の女 離婚殺人の罠」（1981年9月12日）
  - 「スペシャリスト2」「全ての犯罪を知る刑事vs.完全犯罪を操る男！京都の街に現れた謎の暗号…女性議員を狙う殺人計画の罠」（2014年3月8日） - 清滝悦子 役[33]
  - 「検事・朝日奈耀子17」（2016年4月9日） - 長澤紀子 役
- 日立テレビシティ 愛と炎の砂漠－時の扉－（1982年10月6日 - 、TBS）- 梶花恵 役
- 火曜サスペンス劇場「女弁護士・高林鮎子3・新横浜発12時09分の女」（1988年3月22日、日本テレビ）- 菊田佳奈子 役
- 先生のお気に入り（1991年6月28日 - 9月20日、TBS） - 立原あかり 役
- HOTEL ホテルスペシャル'93春 姉さんミステリーです!? 奇妙な訪問者（1993年4月1日、TBS）- 倉田直子 役
- 金曜エンタテイメント「京都祇園芸妓シリーズ 7 月下美人殺人事件」（2000年12月22日、フジテレビ）- 九条美那子 役
- 女神の恋（2003年5月19日 - 6月19日、NHK） - ナレーション:前田美波里
- モンスターペアレント 第5話 カリスマ校長の秘密（2008年7月29日、関西テレビ） - 友竹真知子 役
- 氷の華（2008年9月6日・7日、テレビ朝日・開局50周年記念 ドラマスペシャル） - 篠原悦子 役
- 本日も晴れ。異状なし－南の島 駐在所物語－（2009年1月18日 - 3月15日、TBS） - 知念キヌ 役
- 金曜プレステージ（フジテレビ）
  - 「ホストの女房」（2009年9月4日） - 高畠耀子 役
  - 「ヤバい検事 矢場健〜ヤバケンの暴走捜査〜3」（2014年2月14日） - 神宮司貞子 役
- 交渉人2〜THE NEGOTIATOR〜 第5話 感染30時間 ワクチンの身代金!?（2009年11月19日、テレビ朝日） - 岸本恵子 役
- マイガール 第7話 またいつか恋をする…（2009年11月20日、テレビ朝日） - 敬子 役
- 特上カバチ!! 第1話 法テクバトルの嵐（2010年1月17日、TBS・日曜劇場） - 教祖 役
- ティーンコート（2012年1月10日 - 3月20日、日本テレビ） - 笹倉玲子 役
- 黒い十人の黒木瞳。「黒いパートタイマー」（2012年9月9日、NHK BSプレミアム）- 先輩従業員 役
- ラスト♡シンデレラ 第6話 大波乱!!一触即発の三角関係!!（2013年5月16日）第11話 私の選ぶ王子様（6月20日、フジテレビ） - 立花光子 役[34]
- ドラマスペシャル「遺留捜査」スペシャル3 あの風変わりな刑事が帰ってきた!! 連続バックドラフト殺人事件発生!! 疑惑の女社長と燃えた1億円…絶体絶命!! 猛火が刑事を襲う日月星の香炉に3分間の涙の真実（2014年10月19日、テレビ朝日） - 永田路子 役
- 恋する日本語（2014年11月16日、BSフジ・資生堂ビューティーコンサルタント80周年記念ドラマ）
- 水曜ミステリー9「借王＜シャッキング＞〜華麗なる借金返済作戦〜」（2014年12月17日、テレビ東京） - 中田洋子 役
- 木曜時代劇「かぶき者 慶次」（2015年4月9日 - 6月18日、NHK） - 和泉局 役
- ホテルコンシェルジュ 第7話 家族の絆と涙の結婚式（2015年8月18日、TBS・火曜ドラマ） - 牧原葉子 役
- 家裁調査官・山ノ坊晃～紛争解決100%の男～ 離婚調停中の夫が愛人殺害!?“白骨の美女”が隠した3億円の謎をセレブ一家のワケあり息子が解く!!（2016年5月7日、テレビ朝日・土曜ワイド劇場） - 山ノ坊光子 役
- 女たちの特捜最前線 第2話 結婚式で新郎の母が殺人!? 女3人が遺体発見で大混乱（2016年7月28日、テレビ朝日） - 児玉早苗 役
- 連続テレビ小説「べっぴんさん」（2016年10月3日 - 2017年4月1日 、NHK） - 大島いつ子 役[35]
- 月曜名作劇場（TBS）
  - 「新・十津川警部シリーズ 第1作 伊豆・下田殺人ルート」（2017年1月23日） - 安原警部補 役
  - 「新・十津川警部シリーズ 第2作 伊香保温泉殺人事件」（2017年4月3日） - 安原警部補 役
  - 「新・十津川警部シリーズ 第3作 伊豆踊り子号殺人迷路」（2017年9月11日） - 安原警部補 役
  - 「新・十津川警部シリーズ 第4作 愛と裏切りの伯備線」（2017年10月16日） - 安原警部補 役
- 家裁調査官・山ノ坊晃 2～紛争解決100%の男～ 消えた遺産10億円をめぐって争う兄妹と、謎の美女!? 暗号の遺書に秘められた驚くべき真実とは!?（2017年7月9日、テレビ朝日・土曜ワイド劇場） - 山ノ坊光子 役
- あいの結婚相談所（2017年7月28日 - 9月1日、テレビ朝日・金曜ナイトドラマ） - 土師野郁江 役[36][37]
- 日曜プライム 「おかしな刑事20」容疑者が次々と浮かぶ中、鴨志田は、ひとりの男に“何か”を直感して…!? おなじみ鴨志田&真実が、事件の哀しい深層に迫る！（2019年6月16日、テレビ朝日） - 川澄睦美 役[38]
- 孤独のグルメ Season10 第12話 （2022年12月24日) - ママ 役
- まんぞくまんぞく（2022年12月30日、NHK BSP・池波正太郎生誕100年BS特集時代劇）- 語り:前田美波里
- 大富豪同心 3（2023年6月23日 - 8月11日、NHK-BS）- 秋月の局 役
- たそがれ優作（2023年10月7日 - 11月25日、BSテレビ東京・BSテレビ東京4K） - 萩尾葉子 役[39]
- 家政夫のミタゾノ 第6シリーズ 第3話 息子が闇バイトに!?防犯家族の黒い秘密（2023年10月24日、テレビ朝日） - 田浦加代子 役[40][41]

### その他テレビ番組
- ステージ101（1971年 - 1972年、NHK） - 3代目司会
- 夜のヒットスタジオ（不定期、フジテレビ）
- バラエティ 世界史漫遊（1975年4月9日 - 10月1日、NHK）
- 一枚の写真（1985年8月1日、フジテレビ）
- ウッチャンナンチャンの誰かがやらねば!（1990年、フジテレビ）
  - 『ビバリーヒルズ・コップ』のパロディビデオで丘の上でコップを持つ役
- 午後は○○おもいッきりテレビ（日本テレビ） - 準レギュラー
- ダウンタウンのガキの使いやあらへんで!! 笑ってはいけないシリーズ（日本テレビ）
  - 絶対に笑ってはいけない新聞社24時（2008年12月31日） - 新聞社社員 役
  - 絶対に笑ってはいけないホテルマン24時（2009年12月31日） - ホテル受付嬢 役
  - 絶対に笑ってはいけないスパイ24時（2010年12月31日） - GIA新喜劇で店主の妹 役
- ピカルの定理「ビバリとルイ〜B&L〜」2ndシーズン（2011年4月16日 - 2012年3月24日、日本テレビ） - 早乙女ビバリの母 役 ※不定期に複数回出演

### 舞台・ミュージカル
- コーラスライン（1979年[2]、日生劇場） - シーラ 役
- ドリーミング（劇団四季）（1985年、青山劇場） - ベリリューヌ 役
- 風と共に去りぬ（1987年、帝国劇場） - ベル・ワトリング 役
- アプローズ（日生劇場） - マーゴ 役
  - アプローズ 〜映画『イヴの総て』より〜（2008年9月 - 10月、東京グローブ座 他）[42]
- ウエストサイドストーリー（日生劇場） - アニタ 役
- キャバレー（1993年、シアターアプル）
- レ・ミゼラブル（1997年 - 1999年、帝国劇場 他） - テナルディエ夫人 役
- マンマ・ミーア!（2004年 - 2005年、電通四季劇場 他） - ターニャ 役
- DREAM BOYS（2007年9月5日 - 30日、帝国劇場）[43]
- 宮廷女官 チャングムの誓い（2007年12月、日生劇場） - チョン・マルグム 役
- ステッピング・アウト（2009年10月6日 - 12日、博品館劇場） - メイヴィス 役[11]
- Endless SHOCK（2013年2月4日 - 3月31日、帝国劇場 / 4月8日 - 30日、博多座 / 9月2日 - 29日、梅田芸術劇場） - オーナー 役[44][45]
  - Endless SHOCK 15th Anniversary（2015年2月3日 - 3月31日、帝国劇場 / 9月8日 - 9月17日、梅田芸術劇場） - 左肩骨折のため途中降板[46]
  - Endless SHOCK（2016年2月4日 - 3月31日、帝国劇場）[47]
  - Endless SHOCK（2017年2月1日 - 3月31日、帝国劇場[48] / 9月8日 - 30日、梅田芸術劇場[49] / 10月8日 - 31日、博多座[50]）
  - Endless SHOCK（2019年2月4日 - 3月31日、帝国劇場[51] / 9月11日 - 10月5日、梅田芸術劇場）[52]
  - Endless SHOCK 20th Anniversary（2020年2月4日 - 26日[注 5]、帝国劇場）
  - Endless SHOCK -Eternal-（2020年9月15日 - 10月12日、梅田芸術劇場）[54]
  - Endless SHOCK -Eternal-（2021年2月4日 - 3月31日、帝国劇場）[55]
  - Endless SHOCK -Eternal-（2022年4月10日 - 5月31日、帝国劇場）[56]
  - Endless SHOCK・Endless SHOCK -Eternal-（2023年4月9日 - 5月4日、帝国劇場）[57]
  - Endless SHOCK・Endless SHOCK -Eternal-（2024年4月11日 - 5月5日、帝国劇場）[58][59]
  - Endless SHOCK（2024年9月、博多座 / 11月予定、帝国劇場）[60]
- Legendary VI 〜Tne Show of Dream〜（2013年12月13日 - 15日、ブディストホール）[61]
- Broadway Musical IN THE HEIGHTS イン・ザ・ハイツ（2014年4月4日 - 20日、シアターコクーン 他） - アブエラ・クラウディア 役[62]
- 淑女のロマンス（2014年9月25日 - 10月2日、紀伊國屋ホール 他）[63]
- Fabulous Revue Boys 4（2014年12月12日 - 14日、ブディストホール）[64]
- ペール・ギュント（2015年7月11日 - 20日にKAAT神奈川芸術劇場ホール / 25日 - 26日、兵庫県立芸術文化センター阪急中ホール） - オーセ 役[65]
- 夜が私を待っている 〜ナイト・マスト・フォール〜（2016年10月15日 - 30日、紀伊國屋サザンシアター / 11月12日、先代電力ホール） - ブラムソン夫人 役 [66]
- カーテンコールをもう一度!（2017年1月5日 - 1月9日、天王洲 銀河劇場）[67]
  - カーテンコールをもう一度!2018（2018年9月5日 - 7日、EXシアター六本木）[68]
- ブロードウェイと銃弾（2018年2月7日 - 28日、日生劇場 / 3月5日 - 20日、梅田芸術劇場メインホール / 3月24日 - 4月1日、博多座） - ヘレン 役[69]
- マイ・フェア・レディ（2018年9月16日 - 30日、東急シアターオーブ / 他全国5 ケ所） - ヒギンズ夫人 役
  - マイ・フェア・レディ（2021年11月14日 - 28日、帝国劇場 / 2022年1月19日 - 28日、博多座 / 他全国7ケ所）
- ピピン（2019年6月10日 - 30日、東急シアターオーブ） - バーサ 役（中尾ミエとWキャスト）[70]
  - ピピン（2022年8月30日 - 9月19日、東急シアターオーブ） - バーサ 役（中尾ミエとWキャスト）[71]
- NiNE（2020年11月12日 - 29日、赤坂ACTシアター / 12月5日 - 13日、梅田芸術劇場メインホール） - ラ・フルール 役
- 西の魔女が死んだ（2024年6月25日 - 27日、草月ホール / 6月29日、由利本荘市文化交流館 カダーレ） - 西の魔女 役[72]
- コレット（2025年8月6日 - 17日、日本青年館ホール / 8月21日 - 24日、梅田芸術劇場メインホール）[73][74]
- The Show!「マレーネ・ディートリヒ」（2025年9月19日 - 25日予定、I'M A SHOW / 9月27日予定、森ノ宮ピロティホール / 9月28日予定、兵庫県立芸術文化センター阪急中ホール / 9月30日予定、福岡市民ホール中ホール）[75]

### 劇場アニメ
- ヴァンパイアハンターD（2001年4月） - カーミラ 役[76]
- マクダルのカンフーようちえん（2012年8月11日、マジックアワー、香港映画）監督:ブライアン・ツェー - ミセス・マク 役（日本語吹替版）[77]

### CM・広告
- 資生堂
  - 「サンオイル サンスクリーン」（1966年）
  - 「ビューティケイク」[5]
  - 「Actea Heart」
  - 「エリクシール プリオール」（2008年10月 - ）[78][79]
  - 150周年企業広告（2022年1月 - ）[80]
- ユニリーバ「ポンズ」（1983年）[81]
- 札幌松坂屋
- トヨタ自動車「カローラ」（E20型）（E100前期型(ナレーションのみ)）
- 日産自動車「グロリア」（Y31型）
- いちこし
- アートネイチャー
  - 旅館・キレイを楽しむ旅・キャンペーン（2004年4月 - ）
  - 「レディースアートネイチャー“ピュアライン”」（2004年6月 - ）
  - 「フレアティ」（2004年8月 - ）
- ミツカン「純玄米黒酢」（2004年11月 - ）
- ユニクロ「チノ＆カーゴ」（2006年2月 - ）
- イオン「グランド・ジェネレーション」[82]
- 任天堂 Wii「みんなのリズム天国」（2011年7月 - ）
- アサヒビール「クリアアサヒ」（2013年4月 - ）[83]
- 雪印メグミルク「毎日骨ケアMBP」（2018年2月17日『産経新聞』朝刊全面広告など）
- アサヒグループ食品 カルピス健康通販 骨こつケア（2021年 - ）

## 音楽作品

### シングル
1. ふたりの浜辺（1967年12月、コロムビア、P-5）※演奏：井上宗孝とシャープ・ファイヴ
  - 作詞：遠里真耶 / 作曲：遠里真耶 / 編曲：古屋紀

（c/w　愛のカデンツァ）
2. いいことばかりないわ（1970年、フィリップス、FS-1152）
作詞：岩谷時子 / 作曲：三木たかし / 編曲：高見弘
（c/w　あなただけでいいの）
3. たった一度の人生（1971年、フィリップス、FS-1195）※共演：マイク眞木
作詞：安井かずみ / 作曲：R. Germani / 編曲：ボブ佐久間
（c/w　気楽に行こう）※共演：マイク眞木
4. 恋のベラリンダ（1978年、キング、GK-161）
作詞：杉紀彦 / 作曲：Zagar Ouerencic
（c/w　すてきなあなた）
5. 誰にでも口づけを（1978年、キング、GK-238）
作詞：小椋佳 / 作曲：小椋佳
（c/w　涙の色）
6. 優しい関係（1981年、ワーナー、L-1511W）
作詞：八坂裕子 / 作曲：難波弘之 / 編曲：難波弘之
（c/w　ラスト・シーンはいらない）
7. 日曜はダメよ！（Never On Sunday）（1984年10月5日、キャニオン、7A0412）
作詞：Joe Darion / 訳詞：岩谷時子 / 作曲：Manos Hadjidakis / 編曲：青木望
（c/w　ヤ・ハラ（Ya Chara Bye Bye Bye））

### オリジナル・アルバム
1. マイクと美波里のアメリカ紀行（1971年、フィリップス、FS-8097）※共演：マイク眞木
2. BIBARI〜前田美波里ファースト（1976年11月21日、キング、SKA-153）

### 参加作品
- KOICHI DOMOTO 「Endless SHOCK」Original Sound Track 2（2017年4月19日）[84]